# 구지원 (작가)
구지원은 대한민국의 텔레비전 드라마 작가이다. 

## 주요 작품
- 2018년 KBS1 저녁 일일연속극 《내일도 맑음》 ... 81 ~ 121회 공동집필
- 2019년 KBS1 저녁 일일연속극 《여름아 부탁해》 ... 공동집필
- 2019년 ~ 2020년 KBS2 주말연속극 《사랑은 뷰티풀 인생은 원더풀》 ... 61회 ~ 100회 공동집필
- 2022년 KBS1 저녁 일일연속극 《으라차차 내 인생》 ... 집필